# 甲型肝炎
（以前被視為具傳染性的肝炎），在中国大陆常简称甲肝，是一種發生於肝臟的急性感染疾病，起因於A型肝炎病毒（hepatitis A virus, HAV）。在許多案例當中，患者只有少許症狀或無症狀，尤其是年紀較輕的病患。從感染到發病，其潛伏期約為二至六週。如果出現症狀，持續時間通常為八週，症狀可能包含：噁心、嘔吐、腹瀉、皮膚發黃、發燒和腹痛。約10至15%的病患，在初次感染後6個月內會出現復發症狀。嚴重病患可能出現急性肝功能衰竭，這在老年患者中比較常見。

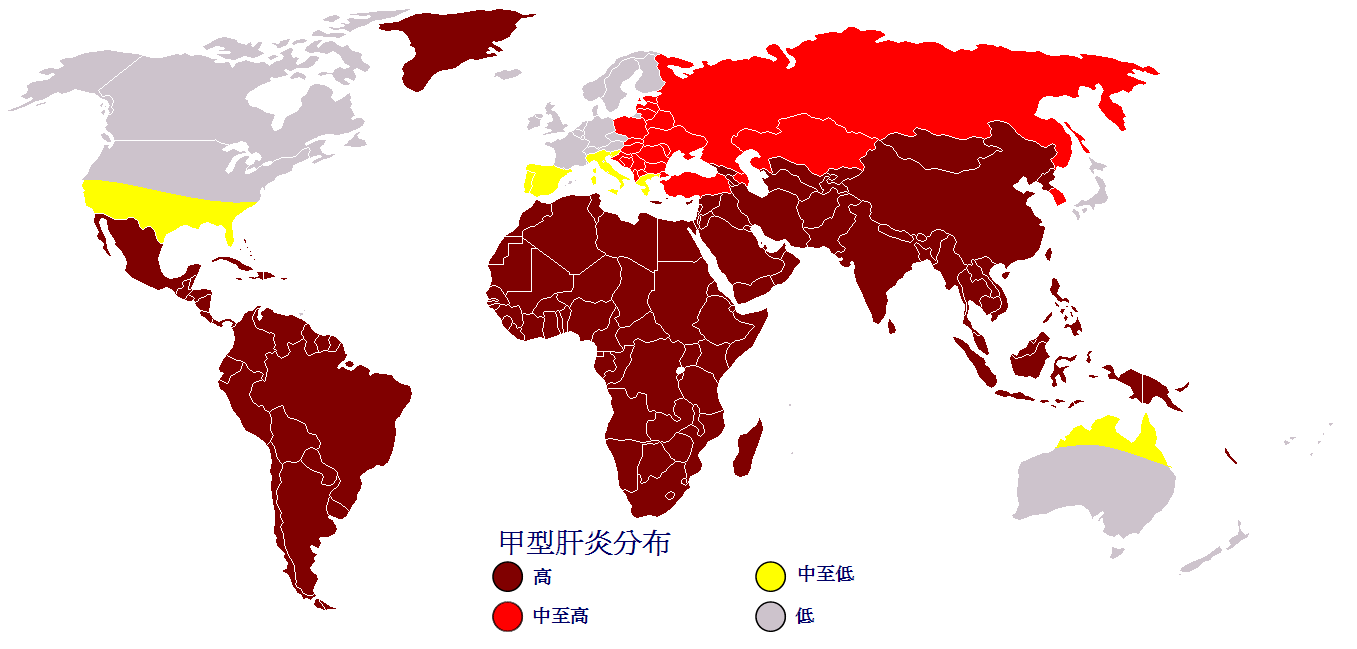
甲型肝炎的分布（2004年）

A型肝炎最常見的傳染途徑，是食入或飲用到被感染者糞便汙染的食物或飲水，有時也可見到因為食用未煮熟的貝類而感染的病例，與患者有密切接觸也可能會因此感染。兒童感染A型肝炎時經常沒有症狀，但他們仍然具有傳染力。在感染過A型肝炎後，患者終身對A型肝炎免疫。由於A型肝炎的狀況與許多疾病類似，需要血液檢驗才能確診。
疫苗可以有效地預防A型肝炎，完成疫苗施打後的效力多可達終生，部分國家建議對兒童與高危險群進行全面接種疫苗。其他預防方法包括洗手與正確的食物處理方式。A型肝炎並沒有特定的治療方式，一般建議患者多休息，如果有噁心或腹瀉可以考慮給予症狀治療藥物。A型肝炎多能完全痊癒而不會變成慢性肝病，但當A型肝炎造成急性肝衰竭，則有時需肝臟移植。
每年全球有150萬人受到A型肝炎感染發病，若加上沒有症狀的感染者，則可能達數千萬，而2010年時造成102,000人死亡。A型肝炎感染多發生於衛生環境不佳，而且欠缺安全的飲水來源的地區。在開發中國家，約90%的孩子在十歲前就已感染A型肝炎，因此成年時多已免疫。因為上述的現象，A型肝炎流行的爆發多在中度開發國家，好發於未感染過A型肝炎且又未接受疫苗接種的年輕一代。為增進大眾對病毒性肝炎的認識，每年的7月28日被訂為世界肝炎日。

## 病原体
甲型肝炎病毒是一种没有外壳的、单链的核糖核酸病毒，它属于微小核糖核酸病毒科肝病毒屬(Hepatovirus)。它是在世界上造成急性肝炎的最重要的病原体。在卫生条件好的国家里很少能够接触到这种病毒。这种病毒抗高温、酸碱的能力非常高。它一般通过接触或食物和水的途径传染。因此在公共衛生和家庭衛生差的地區感染率相當高。

## 分布
甲型肝炎在东南亚、俄罗斯、中国、中东、地中海地区、整个非洲和中美洲以及南美洲非常常见。

## 传播
甲型肝炎通过消化道传播，比如通过手触摸到粪便或者尿，然后触摸口。紧密的身体接触、不乾净的饮水和没有足够煮沸的食物、糞便汙染的食物是最常见的感染途径。尤其是使用粪便施肥的蔬菜和海产品（比如贝壳等）非常容易感染甲型肝炎。

## 过程
甲型肝炎的潜伏期是15至50天，平均約28天。急性甲型肝炎可以维持数周以至数月。与其它病毒性肝炎相比甲型肝炎比较缓和，尤其儿童的病状一般比较轻，有时甚至完全没有病状。甲型肝炎从不转化为慢性，因此不会导致肝脏长期被破坏。甲型肝炎最容易感染的时候是病状爆发前一至两周时。但是在病好一周后病人依然可能感染其他人。虽然大多数病人不必入院，但是约十分之一的病人必须入院治疗。治愈时间一般为四至八周（极少达18个月）。

## 症状
潜伏期后病人会恶心、呕吐、腹痛、发热、腹泻、精神萎靡，一般甲型肝炎没有黄疸，少数有严重黄疸，尿颜色深，有可能发生胆汁堵塞。

## 诊断
當病人因肝炎症狀就醫時，幾乎為血清IgM Anti-HAV，因此敏感度極高。IgG Anti-HAV出現時間較慢，急性A肝發病三周後呈陽性，此標記可持續多年，但只能代表曾感染A肝及有免疫力，無法證明急性或是感染時間。

## 预防或治療
接种疫苗為預防A型肝炎病毒感染相當有效的方法之一。疫苗一般为灭活疫苗，於出生滿12-15個月先注射一针，在半年到一年后注射加强针（各地标准不同）。疫苗有效率超过95%，保护时长超过20年，可能长达终生。

## 外部連結
- 微生物免疫學-Picornaviridae(小RNA病毒科)